# ぱいタッチ!
『ぱいタッチ!』は、May-Be SOFTから2009年1月30日に発売されたアダルトゲーム。

## 概要
本作は乳神の力を手に入れてしまったがために代行をするはめになった少年の活躍を描いたドタバタコメディであり、「ぱいタッチモード」は乳神の力・乳力をふるう表現として使われている。このモードは、右上のゲージがいっぱいになるまでヒロインの乳房をいじった後、貧乳・美乳・巨乳の内の3種類から選ぶ内容となっている。胸の大きさごとに全く異なるCGが割り振られているため、攻略対象ヒロイン一人につき、10回ほどのHシーンが存在している。なお、胸のサイズはエンディングの内容には影響しない。また、「ぱいタッチモード」を使える相手は攻略対象ヒロインのみであり、個別ルートクリア後でもタイトル画面から選択可能である。

## あらすじ
清丹生町には、八茅草神社に祀られているご神体に触ると、胸が大きくなるという噂があった。それを聞きつけた、貧乳に悩むクラスメイトに、無理矢理付き合わされた男子高生・秩父代助が、偶然ご神体に触れると、突如ご神体から発した光に身を包まれると同時に、乳神を自称する少女・まいあが突如現れて「私の乳を返せ！」と迫る。
実は、代助がご神体に触れたことが原因で、彼は世の女性の乳を大きくする乳神の能力・乳力を手に入れてしまった。代助は、力を失い乳神の仕事が出来なくなったまいあが乳力を取り戻すまで、世の女性の胸の悩みを解消する乳神代行の仕事をすることになる。

## 登場人物

### 主要人物
秩父 代助（ちちぶ だいすけ）
本作の主人公。高校2年生。身長：176cm。
八茅草神社のご神体に触ったことがきっかけで、乳力を手に入れてしまった男子高生。これがきっかけで、まいあが乳力を取り戻すまで乳神代行の仕事をすることになる。乳力を手に入れて以降、いろいろな女性に振り回されている。
母親は自身の出産後に亡くなったため、心底では母親の存在を探し求めて、無自覚ながらも、おっぱいに憧れを抱いているらしい。父親は海外に出張しているため、現在は1人暮らし。選択肢によって住まいが武納倉家になる。
まいあ
声 - 青葉りんご
本作のヒロイン。身長：162cm。B100 W52 H90。
八茅草神社に祀られている乳神。代助によって乳力を奪われたことで、自身の胸が貧乳になった上に乳神としての力を失ったため、乳力を取り戻すまでの間、代助を乳神代行に任命した。その間は、強引に彼の自宅に居候し、代助の監督や自身のバストアップに勤しんでいる。本名は乳恵姫大神(ちちめぐみひめのおおかみ)・まいあ。
明るくドライな性格で、少々我侭かつ大雑把な面があるが、根は真面目。好物は乳製品全般。
羽生 那深（はにゅう なみ）
声 - このは
代助の幼馴染でクラスメイト。高校2年生。誕生日：8月7日、血液型：O型。身長：155cm。B80 W51 H83。
お人好しで面倒見が良く子供好きだが、少々抜けた所がある。実家は、喫茶店『喫茶ハニュー』で、自身もメイド服を着て、店の手伝いをしている。陥没乳首であることに悩んでいる。口癖は「はにゅ～･･･」。好物はコーヒー牛乳。
八茅草 みいく（やちぐさ みいく）
声 - 未来羽
代助のクラスメイトで、ゆたかの姉。高校2年生。誕生日：5月25日、血液型：B型。身長：151cm。B75 W45 H78。
常識的で、よくツッコミを入れている。代助に何かと突っかかる。水泳部所属で、現在インターハイに向けて特訓している。自身の貧乳と水泳の記録が伸び悩んでいることに悩んでおり、「悩み多き薄幸の乙女」を自称する。実家は八茅草神社だが、霊感はない。
八茅草 ゆたか（やちぐさ ゆたか）
声 - 澄白キヨカ
代助の1年後輩で、みいくの妹。高校1年生。誕生日：6月14日、血液型：A型。身長：152cm。B92 W48 H89。
シャイであがり症。男性も苦手だが、唯一代助とは話せる。姉・みいくのことが好きなシスコンで、休み時間には彼女に会いにやって来る。
姉とは反対に胸が大きいことに悩んでいるが、このことをみいくに言うと、反感を買われる。霊感も強く、乳神の存在も身近に感じている。口癖は「～なのですよ」。
武納倉 紗稀（むなくら さき）
声 - 広森なずな
代助の1年先輩。高校3年生。誕生日：2月2日、血液型：AB型。身長：143cm。B71 W46 H75。
武納倉グループの現当主にして、グループの管轄下にある下着会社『Mnack』のデザイナー。容姿端麗、成績優秀、運動万能、大富豪のテレビ番組にも出演したこともある為、学園の有名人にして自身のファンも多い。前当主・祖母による「最初に自分の胸に触れた者を夫にする」という遺言が元で、自身のファンや逆玉目的の男性に付きまとわれる破目になる。少々天然ボケで世間知らず、寡黙でぶっきら棒に見えるが、実際は優しい性格。「ほえーのヨーグルト」が好物で音を立てて吸うのが好み。

### サブキャラクター
零亜（れあ）
声 - 桜川未央
紗稀に仕えるメイド。誕生日：7月20日、血液型：O型。身長：166cm。B88 W55 H90。
おっとりとして物腰が柔らかいが、時折笑顔で黒いオーラを出すこともある。京都弁を話す。戦闘力が高く、ボディーガードも務めているが、方向音痴。過去はアナザーワンと呼ばれていたらしいが、武器は持たず素手で攻撃する。必殺技は「デリヘルパンチ」。
泉澄 音霧（いずみ ねむ）
声 - 上田朱音
代助のクラスメイトで、生徒会長。高校2年生。誕生日：10月10日、血液型：O型。身長：162cm。B77 W57 H80。
外見は美少女だが、実は男である。異様にテンションが高い。爽やかで人当たりの良い性格から、男女問わず人気が高く、男子から告白されることもある。本人はなぜか代助のことが大好きで、「ダーリン」と呼び隙あらば彼に言い寄ったりセクハラしたりしてくる。那深を「なーみん」みいくを「みーきゅん」と呼ぶ。プレイヤーの選択によっては巨乳に出来るが、その場合はバッドエンドを迎える。
公式サイトで行われた人気投票では女性でもないのに第1位に輝いた。
天音 ミユ（あまね ミユ）
声 - 広森なずな
芸能事務所『グリヴィトン』所属のアイドルユニット・ハミングロイドのメンバー。高校2年生。誕生日：8月31日、血液型：A型。身長：156cm。B85 W50 H86。
人気急上昇中のアイドル。実はプロフィールのバストサイズを偽っており、グラビア写真集で虚偽が露見して世間からバッシングされることを恐れ、乳神に胸を大きくしてもらいたいと思っている。
隣県の競泳選手でもあり、インターハイの競泳女子100m自由形で、優勝候補とされている。みいくとはライバル同士。
桃本 小桃（もももと こもも）
声 - 桜川未央
代助達のクラスの担任教師。誕生日：9月11日、血液型：O型。身長：140cm。B70 W50 H72。
通称：こもちゃん先生。担当科目は国語。外見は幼いが、れっきとした大人であり、自身の幼児体型にコンプレックスを持つ。怒らせると「めーしちゃいますよ！」というのが口癖。
妹である桃本みつなは警官であり、『遊撃警艦パトベセル 〜こちら首都圏上空青空署〜』に登場している。それを意識しているのか白い手袋を着用している。
羽生 翠花（はにゅう すいか）
声 - 未来羽
那深の母親で、『喫茶ハニュー』のオーナー。誕生日：3月29日、血液型：AB型。身長：161cm、B90 W54 H92。
代助が幼い頃、憧れていた女性。夫は那深が幼い頃に死別しており、女手一つで娘を育てている。色々と勘が鋭い。年齢の割に、若々しい美貌を持つが、最近胸が垂れ気味なため、張りを取り戻したいと思っている。
レト
声 - 上田朱音
まいあと同じ神様と思われる少女。その正体や素性は、一切不明。

## 評価
前田尋之の公式サイト「電脳世界のひみつ基地」においてライターの松田は、コンセプトを大事にする姿勢と愉快なシステムを評価した。その一方で、松田は、ヒロインとハグしたときの音が新雪を踏んだときと似ていた点を指摘した。